# Квачіна
Квачіна - річка на півострові Камчатка в  Росії.
Довжина річки - 76 км. Площа водозбірного басейну - 1230 км². Протікає територією   Тигільського району  Камчатського краю. Впадає в Охотське море (Бухта Квачіна).
Названа козаками за ім'ям місцевого  ітельмена Квачєн.

## Притоки
Об'єкти перераховані за порядком від гирла до витоку.
- 2 км: річка Снатолвеєм
- 4 км: річка Топка
- 26 км: річка Пухль
- 42 км: річка Тижмєнч
- 42 км: річка Косякова

## Дані водного реєстру
За даними державного водного реєстру Росії відноситься до Анадир-Колимського басейнового округу.
За даними геоінформаційної системи водогосподарського районування території РФ, підготовленої Федеральним агентством водних ресурсів:
- Код водного об'єкта в державному водному реєстрі — 19080000212120000033684
- Код за гідрологічною вивченостю (ГВ) — 120003368
- Номер тома з ГВ — 20
- Випуск за ГВ — 0